# Вей Ї
Вей Ї (кит.: 韦奕; піньїнь: Wei Yi); народився 2 червня 1999 року в Усі провінція Цзянсу, Китай) — китайський шахіст, гросмейстер (2013). Чемпіон Китаю 2015 та 2016 років.
 У складі збірної Китаю переможець шахової олімпіади 2014 року,  командного чемпіонату світу 2015 та 2017 років.
Його рейтинг станом на січень 2025 року — 2751 (9-те місце у світі, 1-ше — серед шахістів Китаю).

## Кар'єра

### 2013—2014
У березні 2013 року на турнірі «Рейк'явік Опен» набравши 7½ очок з 10 можливих (6 місце), Вей Ї у віці 13 років 8 місяців 23 дні, став четвертим наймолодшим гросмейстером в історії шахів, після Сергія Карякіна, Парімар'яна Негі та Магнуса Карлсена.
У серпні 2013 року на кубку світу ФІДЕ 2013 року Вей Ї, посідаючи 437 сходинку світового рейтингу, з однаковим рахунком 1½-½, у першому колі переміг 24-го номера рейтингу Яна Непомнящого, а у другому колі 55-го номера рейтингу Олексія Широва. В 1/16 фіналу Вей Ї випало грати з шахістом з першої десятки рейтингу азербайджанцем Шахріяром Мамед'яровим, якому він поступився на тай-брейку з рахунком 1½-2½.
У листопаді 2013 року Вей Ї, у віці 14 років 4 місяців та 30 днів, став наймолодшим шахістом, який досягнув позначки в 2600 рейтингових очок.
У січні 2014 року на турнірі Gibraltar Chess Festival 2014, з результатом 7 очок з 10 можливих (+6-2=2), Вей Ї посів 20 місце серед 253 учасників, показавши турнірний перфоменс у 2650 очок.
У червні 2014 року Вей Ї посів 1 місце на турнірі з швидких шахів, що проходив в іспанському місті Леон, перемігши в фінальному поєдинку на тай-брейку Франсіско Вальєхо з рахунком 3½ — 2½ (2-2,1½-½).
У серпні 2014 року Вей Ї у складі збірної Китаю став переможцем 41-ї шахової олімпіади, що проходила в Тромсе. Результат Вей Ї на резервній дошці  — 4 очка з 5 можливих (+3-0=2).
У жовтні 2014 року з результатом 9½ очок з 13 можливих (+7-1=5) став срібним призером чемпіонату світу серед юніорів до 20 років.
У листопаді 2014 року набравши 8½ очок з 11 можливих (+6-0=5) Вей Ї посів 1 місце на зональному турнірі, що проходив в провінції Гуандун, Китай.

### 2015
У січні 2015 року Вей Ї з результатом 10½ очок з 13 можливих (+8-0=5) став переможцем турніру Б (ХІІІ категорія), що проходив у Вейк-ан-Зеє.
У лютому 2015 року розділив 3-11 місця (за додатковим показником — 7 місце) на турнірі Gibraltar Chess Festival 2015. Результат Вей Ї — 7½ з 10 очок (+6-1=3), турнірний перфоманс склав — 2752 очка.
В оновленому рейтингу ФІДЕ за березень 2015 року Вей Ї став наймолодшим шахістом (15 років 8 місяців та 27 днів), який досягнув позначки в 2700 рейтингових очок.
У квітня 2015 року у складі збірної Китаю став переможцем командного чемпіонату світу, що проходив У вірменському курортному містечку Цахкадзор. Крім того, Вей Ї з показником 77,8 % набраних очок посів перше місце серед шахістів, які виступали на четвертій шахівниці.
У травні 2015 році, набравши 7½ очок з 11 можливих (+5-1=5), за декілька днів до свого 16-річчя Вей Ї став наймолодшим переможцем чемпіонату Китаю, а також зумів увійти в топ-30 шахістів у рейтингу ФІДЕ за червень 2015 року.
У липні 2015 року, набравши 5 очок з 9 можливих (+2-1=6), Вей Ї посів 4-те місце на турнірі «6th Hannan Danzhou Super Grand Master Chess Toumanrent», що проходив у Даньчжоу.
У вересні-жовтні 2015 році дійшов до чвертьфіналу кубка світу ФІДЕ, де поступився Петру Свідлеру на тай-брейку з загальним рахунком 2½ на 3½ очка.
У грудні, набравши 4½ очок з 9 можливих (+3-3=3), посів лише 69 місце на опен-турнірі «Qatar Masters Open 2015», втративши при цьому 24 очки в рейтингу Ело..

### 2016
У січні 2016 року з результатом 6½ очок з 13 можливих (+1-1=11) посів 7 місце на турнірі 20-ї категорії, що проходив у Вейк-ан-Зеє.
У березні 2016 року, набравши 5 очок з 9 можливих (+3-2=4), Вей Ї посів 25 місце на турнірі «Аерофлот опен», що проходив у Москві.
У квітні 2016 року вдруге поспіль став чемпіоном Китаю. Набравши 7½ очок з 11 можливих (+4-0=7), Вей Ї на 1½ очка випередив найближчих переслідувачів.
У липні 2016 року, набравши 11 очок з 30 можливих (+1-1=8), розділив 3-4 місця на турнірі 22 категорії Grand Slam Masters Final, що проходив у Більбао
У вересні 2016 року в складі збірної Китаю посів 13-те місце на шаховій олімпіаді, що проходила в Баку. Набравши 5½ з 8 можливих очок (+3-0=5), Вей Ї показав 15-й результат (турнірний перформанс — 2601 очко) серед шахістів, які виступали на резервній шахівниці.
У грудні 2016 року на чемпіонаті світу із швидких та блискавичних шахів, що проходив у м. Доха (Катар), посів:
 — 38-ме місце на турнірі зі швидких шахів, набравши 8 з 15 очок (+4-3=8),
 — 14-те місце на турнірі з блискавичних шахів, набравши 12½ з 21 очка (+8-4=9).

### 2017
У січні 2017 року, набравши 7½ очок з 13 можливих (+4-2=7), разом з Левоном Ароняном та Башкаран Адгібаном розділив 3-5 місця на турнірі 21-ї категорії, що проходив у Вейк-ан-Зеє.

### 2018
У січні 2018 року з результатом 5½ очок з 13 (+1-3=9) посів 9-те місце на турнірі 20-ї категорії, що проходив у Вейк-ан-Зеє..

### 2019
У березні 2019 року у складі збірної Китаю став бронзовим призером командного чемпіонату світу, що проходив в Астані.
У вересні 2019 року на кубку світу ФІДЕ Вей Ї поступився у третьому раунді (1/16 фіналу) співвітчизнику Юй Ян'ї на тай-брейку з рахунком 1½-2½.<

## Зміни рейтингу
| На цьому місці має відображатися графік чи діаграма, однак з технічних причин його відображення наразі вимкнено. Будь ласка, не видаляйте код, який викликає це повідомлення. Розробники вже працюють для того, щоби відновити штатне функціонування цього графіка або діаграми. | |
| | На цьому місці має відображатися графік чи діаграма, однак з технічних причин його відображення наразі вимкнено. Будь ласка, не видаляйте код, який викликає це повідомлення. Розробники вже працюють для того, щоби відновити штатне функціонування цього графіка або діаграми. |